# Villaro
Villaro (oficialmente en euskera: Areatza) es un municipio de la provincia de Vizcaya, País Vasco (España). Pertenece a la comarca de Arratia-Nervión y a la Merindad de Arratia.

## Toponimia
La villa tiene dos nombres tradicionales; uno de origen romance y otro de origen vasco, aunque ambos han sido utilizados en los dos idiomas.
El nombre Villaro es una contracción de Villa de Haro, nombre que le fue dado a la localidad en 1338 por su fundador, Juan Núñez III de Lara, que era señor consorte de Vizcaya. Con este nombre Juan Núñez pretendía homenajear a la Familia Haro, a la que pertenecía su mujer María Díaz de Haro, que había sido titular del Señorío de Vizcaya durante varios siglos. Esta ha sido la denominación oficial y más formal del municipio hasta 1980. Con las reglas modernas de ortografía del euskera este nombre suele ser transcrito en este idioma como Bilaro. Se ha usado en ambos idiomas y uno de los gentilicios existentes para los habitantes del pueblo es el de billaroztarra
Por otro lado existe otro nombre histórico del pueblo, que sin embargo no ha sido oficial hasta 1980 y que históricamente ha tenido un carácter informal: Arenaza/Areatza. La villa de Villaro fue fundada en un paraje despoblado que recibía con anterioridad el nombre de Arenaza.

...todo el término que dicen desde San Bartolomé hasta la tejera de Arenaza en los campos de Aquinitene, y dénde a Boluncho,...

Debido a ello la población acabó siendo conocida también bajo este nombre. El topónimo Arenaza está formado por la palabra arena, que fue tomada como préstamo por el euskera del latín y el sufijo -(t)za, que indica abundancia. Este nombre se debió probablemente al carácter arenoso del lugar donde se fundó Villaro. En euskera el nombre evolucionó perdiendo la n intervocálica (un fenómeno común en el euskera), desde de su forma más antigua Arenaza hasta la actual de Areatza. En euskera moderno arena se dice harea.
Este hecho y el que el sufijo final, transcrito al castellano como -za, se pronuncie en realidad como -tza; han diferenciado los nombres de Arenaza (versión más antigua del nombre, fosilizada en su transcripción escrita al castellano) y Areatza (versión más moderna del nombre, adaptada a la pronunciación moderna del mismo por la población vascoparlante). El gentilicio basado en este nombre es el de areatzarra.
En 1979 el ayuntamiento decidió cambiar su denominación oficial de Villaro a Areatza. Esta nueva denominación oficial se adoptó el 11 de febrero de 1980.

## Historia

Antiguo sello eclesiástico de la villa, empleado como símbolo municipal hasta la oficialización de un nuevo modelo propio en 2007

Villaro fue fundada en 1338 por el Señor de Vizcaya, Juan Núñez de Lara, en un lugar despoblado al que bautizó con el nombre de Villa de Haro, en homenaje a la familia de su mujer, María Díaz de Haro. Se ubicó en un despoblado arenoso que se denominaba Arenaza, de donde deriva el nombre en euskera de Areatza.
La nueva villa tenía como propósito afianzar una nueva ruta comercial que uniese la ciudad de Vitoria con los puertos del Cantábrico a través del paso de montaña de Barazar, pero nunca llegó a alcanzar un gran desarrollo urbano. La villa disponía tan sólo de dos calles, Bekokalea y Goikokalea, dispuestas en paralelo al curso del río Arratia y de un puente, el de Zubizarra, que permitía vadear sus aguas a las recuas de arrieros cargadas de lana que descendían de la meseta. Tenía además un pequeño cerco de murallas que defendía a la población y que permitió contener su crecimiento durante la Edad Media.
A principios del siglo XVI el casco urbano comenzó a crecer más allá de la puerta sur de la muralla, a lo largo del camino que conducía a Vitoria, junto al que surgieron dos filas de casas adosadas que formaron la actual calle Errukiñe. Fue una expansión pequeña ya que la ciudad no gozaba de muchos recursos y vivían solamente en ella un centenar de familias de artesanos y pequeños comerciantes, y las principales actividades productivas eran la de fabricar astas para lanzas y picas, y labrar herraje para las cabalgaduras que atravesaban el valle.
En este ambiente se construyó una nueva casa en Errukiñe, que supuso una gran novedad en el panorama de las viviendas urbanas de Villaro, e incluso del resto de Vizcaya. Con su fachada principal alineada con la calzada y sus caras laterales emparedadas entre medianeras, la casa seguía el modelo tradicional medieval de construcciones estrechas, altas y profundas, con apenas ocho metros de frente y el doble de profundidad. La estructura era de postes de roble enterizos, alineados en tres filas y levantados sobre poyos de piedra para aislarlos del suelo, y el desarrollo vertical incluía planta baja, primera y un camarote superior. En la planta baja, que hoy está muy transformada, se abrían una puerta de acceso al zaguán y una ancha ventana que iluminaba la tienda o taller situado en el interior. En la primera planta estaba situada la vivienda, con una sala en la zona delantera, alcobas en el interior y la cocina y retrete situados en la cara trasera, con luz procedente del callejón zaguero. La planta superior estaba abalconada sobre la calle y se utilizaba simultáneamente como desván, secadero, almacén y dormitorio ocasional de criados o aprendices.

## Demografía
Villaro cuenta con una población de 1287 habitantes (INE 2024).
| Gráfica de evolución demográfica de Villaro entre 1842 y 2021 |
| |
| Población de derecho según los censos de población del INE Población de hecho según los censos de población del INEEn estos censos se denominaba Villaro: 1842, 1857, 1860, 1877, 1887, 1897, 1900, 1910, 1920, 1930, 1940, 1950, 1960, 1970 y 1981 |

## Administración y política
| Partido político                                              | 2023   | 2023       | 2019   | 2019       | 2015   | 2015       | 2011   | 2011       | 2007   | 2007       | 2003        | 2003        | 1999   | 1999       | 1995   | 1995       | 1991  | 1991       |
| Partido político                                              | %      | Concejales | %      | Concejales | %      | Concejales | %      | Concejales | %      | Concejales | %           | Concejales  | %      | Concejales | %      | Concejales | %     | Concejales |
| Euskal Herria Bildu (EH Bildu)-Bildu                          | 53,04  | 5          | 58,30  | 6          | 48,18  | 5          | 37,79  | 4          | —      | —          | —           | —           | —      | —          | —      | —          | —     | —          |
| Euzko Alderdi Jeltzalea-Partido Nacionalista Vasco (EAJ-PNV)  | 42,27  | 4          | 35,94  | 3          | 45,34  | 4          | 49,28  | 5          | 54,15  | 6          | 54,16       | 5           | 53,48  | 5          | 57,59  | 6          | 51,72 | 6          |
| Partido Popular del País Vasco (PP)                           | 0,46   | 0          | 2,06   | 0          | 2,83   | 0          | 6,32   | 0          | 7,83   | 0          | 12,55       | 1           | 14,75  | 1          | 13,82  | 1          | 7,96  | 0          |
| Partido Socialista de Euskadi-Euskadiko Ezkerra (PSE-EE PSOE) | 1,87   | 0          | 1,78   | 0          | 1,89   | 0          | 4,02   | 0          | 3,83   | 0          | 2,48        | 0           | —      | —          | —      | —          | 0,66  | 0          |
| Eusko Abertzale Ekintza-Acción Nacionalista Vasca (EAE-ANV)   | —      | —          | —      | —          | —      | —          | —      | —          | 31,31  | 3          | —           | —           | —      | —          | —      | —          | —     | —          |
| Uztargi                                                       | —      | —          | —      | —          | —      | —          | —      | —          | —      | —          | 29,64       | 3           | —      | —          | —      | —          | —     | —          |
| Euskal Herritarrok (EH)-Herri Batasuna (HB)                   | —      | —          | —      | —          | —      | —          | —      | —          | —      | —          | Ilegalizado | Ilegalizado | 29,93  | 3          | 24,08  | 2          | 16,05 | 2          |
| Euskadiko Ezkerra (EE)                                        | PSE-EE | PSE-EE     | PSE-EE | PSE-EE     | PSE-EE | PSE-EE     | PSE-EE | PSE-EE     | PSE-EE | PSE-EE     | PSE-EE      | PSE-EE      | PSE-EE | PSE-EE     | PSE-EE | PSE-EE     | 13,26 | 1          |
| Eusko Alkartasuna (EA)                                        | —      | —          | —      | —          | —      | —          | —      | —          | —      | —          | —           | —           | —      | —          | —      | —          | 7,96  | 0          |
| Partido Carlista de Euskal Herria (EKA)                       | —      | —          | —      | —          | —      | —          | —      | —          | —      | —          | —           | —           | —      | —          | —      | —          | 0,53  | 0          |

## Patrimonio

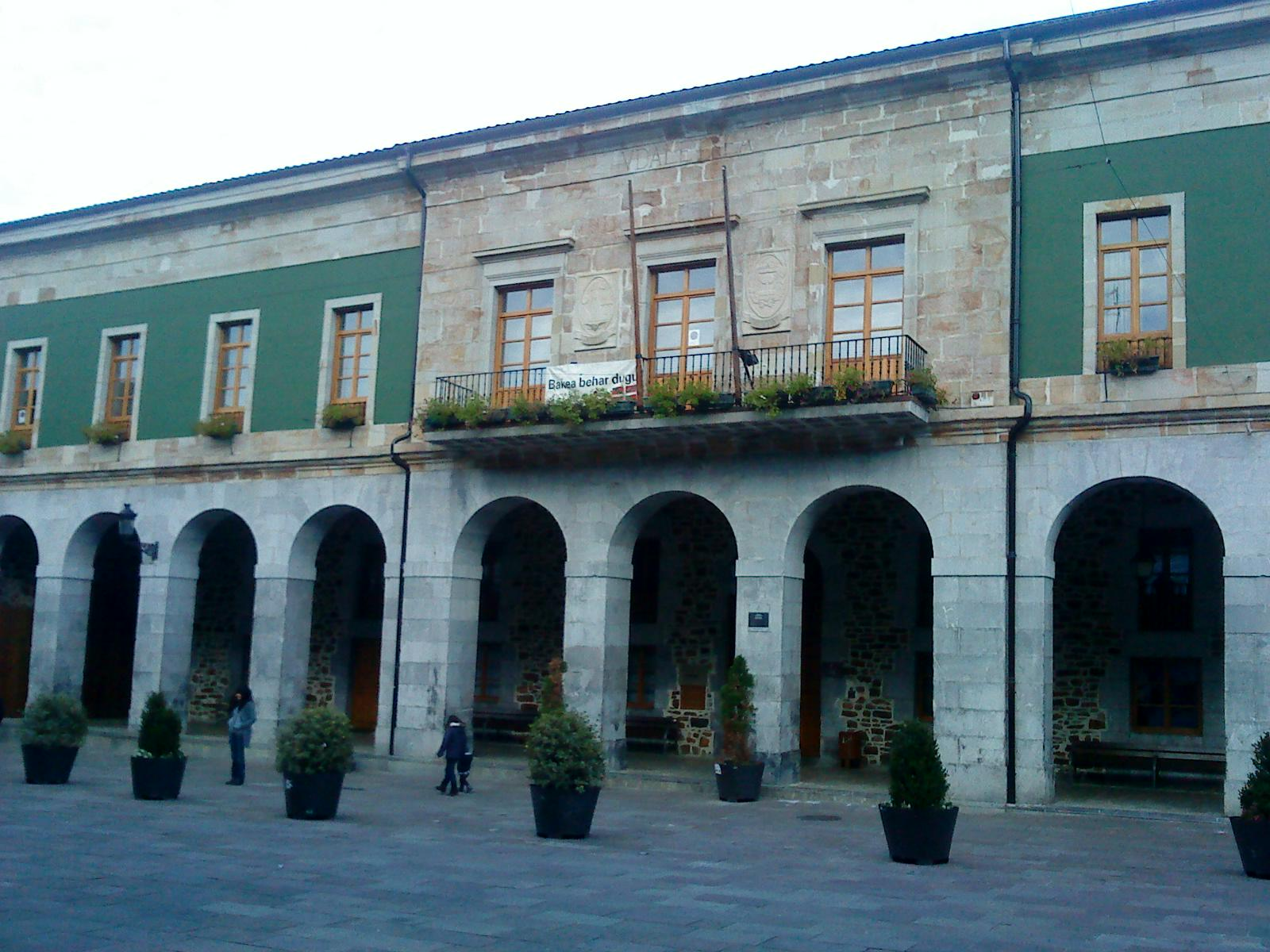
Casa consistorial

El casco urbano de Villaro se conserva en gran parte y fue declarado Bien Cultural con la categoría de Conjunto Monumental en 1996 (BOPV de 10 de junio). Responde a la tipología habitual de los pueblos medievales, con dos calles largas paralelas -Bekokalea y Goikokalea- tendidas longitudinalmente de norte a sur y cortadas transversalmente por los cantones de Zubizarra e Ilargi. La trama urbana acogía unas manzanas regulares, simples las extremas, doble la central. Estas se dividían en parcelas góticas sobre las que se alzaban las casas de la villa, de las que se ha conservado la n.º 7 de Bekokalea, de finales del siglo XV. En la misma calle quedan algunos vestigios de las fortificaciones fundacionales de Villaro.
- Torre de Leguizamón fue derribada al construirse en su solar las piscinas municipales. Era de planta cuadrada, de once metros de lado, ocho de altura y muros de un metro de espesor. La puerta, ojival, se abría en la fachada Este y poseía aspilleras en todos sus frentes.

- Torre de Ugunaga o Huegonaga del siglo XVI sobre torre bajomedieval y reformada en el siglo XVIII, tiene volumen cúbico, cubierta a cuatro aguas y arcos apuntados. Es de reseñar asimismo, en el arrabal de la Piedad, una casa con esgrafiados de tradición mudéjar. Por su parte, la casa de Gorordo, fechada en 1675, presenta escudo con armas de los Axpe. Se ubica en el barrio Ugunaga y fue mandada construir por Juan Abad de Axpe según una inscripción en la fachada.
- Palacio de Gortázar o del Riscal. Se trata de una edificación palaciana urbana, antigua torre de fines del siglo XV, con planta inferior en sillería de caliza del siglo XVI y cuerpo superior de ladrillo de mediados del siglo XVII; las pinturas alegóricas de la fachada son frescos barrocos fechadas hacia 1735. Se cree que fue construido sobre una torre urbana anterior.
- Casa Mudéjar, edificio construido hacía el año 1525 en estilo mudéjar, siendo el único edificio de Vizcaya de este tipo. La fachada está decorada con yeso que muestra relieves con motivos vegetales de estilo gótico tardío.
- Casa gótica, construida en 1490 es una de las primeras casas de la villa. La parte baja, donde están los accesos a la vivienda y a la cuadra realizados con sendos arcos ojivales, es de piedra, mientras que ka superior es de madera raseada con cal.
- Casas barrocas, realizadas en el siglo XVII son dos palacetes de tres alturas realizados en piedra de sillería.
- Fuentes de la alcachofa, proyectada construida en 1851 por Martín de Salazar es una fuente abrevadero de estilo neoclásico. El nombre se debe al ornamento en forma de piña que culmina la columna central.
- Casa Consistorial, obra de Luis de Bengoechea proyectada en 1862 como escuelas municipales. Es un edificio recio que consta de bajo y una planta realizado en sillería. Destaca el pórtico con once arcos.

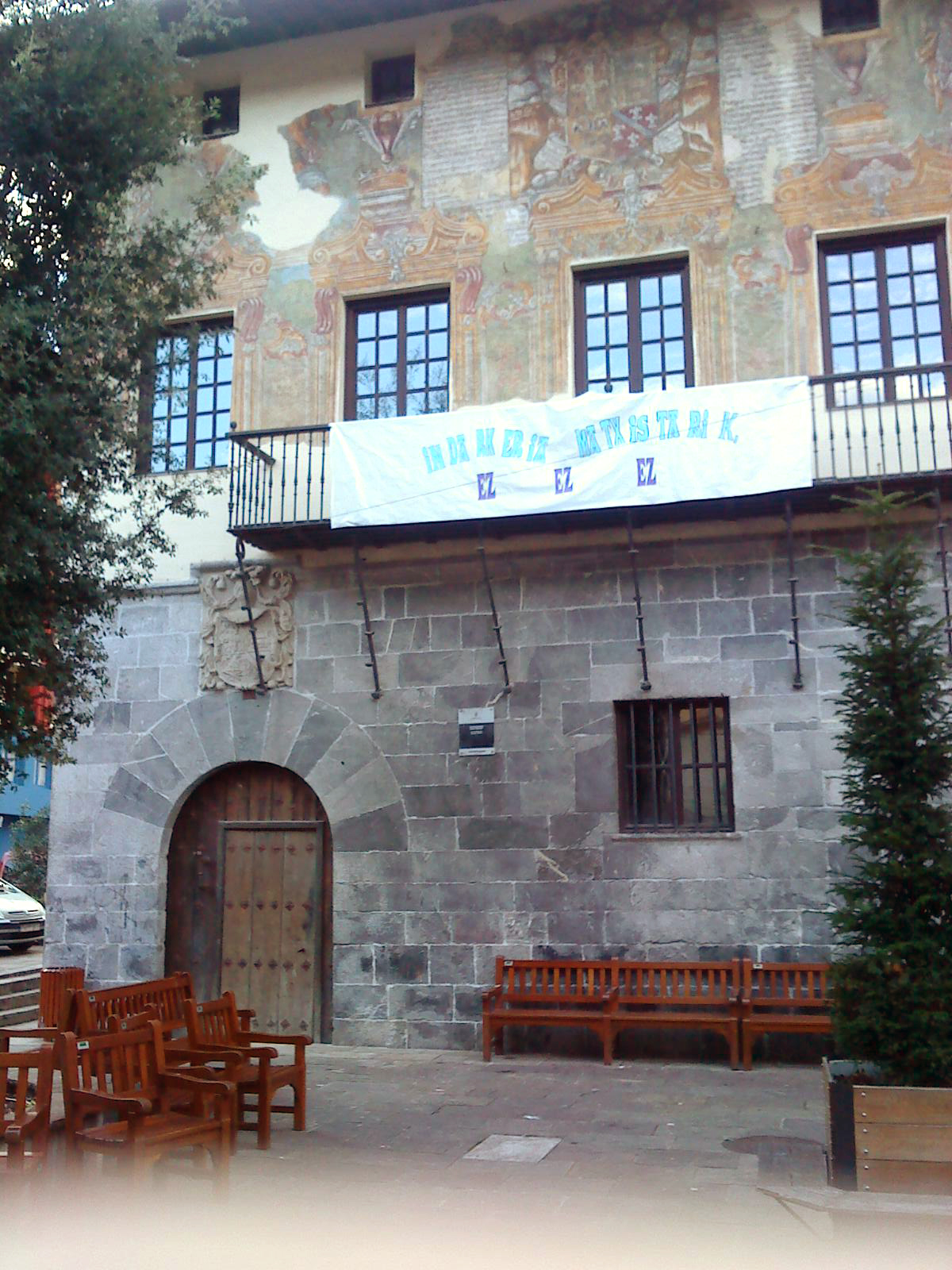
Palacio de Gortázar

- Iglesia parroquial de San Bartolomé. Edificada a mediados del siglo XIV y ampliada en el año 1513, es de estilo ojival. En el muro Sur hay una portada gótica, con las dovelas del arco recortadas para adaptarle una puerta rectangular, en cuya clave hay motivos ornamentales y una inscripción del año o era 1344. En el muro Oeste hay una portada del tránsito del plateresco al renacimiento pleno.

Se compone de tres cuerpos: el primero un arco de acceso de medio punto, con sendos medallones, con los bustos de San Pedro y San Pablo, en las enjutas; a cada lado un par de columnas que flanquean las estatuas de San Pedro y San Juan Evangelista; el segundo cuerpo contiene cinco hornacinas, la segunda y cuarta con tallas de San Pablo y la Virgen, las otras vacías; el tercero forma un frontón, con tres hornacinas y relieve del Padre Eterno en el tímpano.
El interior de la iglesia fue transformado en el año 1870, y así, al construirse las bóvedas, desaparecieron los primitivos ventanales, además, se añadieron dos capillas y el presbiterio, donde hay un retablo de estilo renacimiento, que está reformado. En el ático aparecen Cristo, la Virgen y San Juan; en el tercer cuerpo, la Asunción, a cuyos lados están Santa Esther y un relieve de San Francisco, y Santa Judith y un Santiago Matamoros. En el 2.º cuerpo San Bartolomé. S. Pedro, S. Pablo y relieves de la vida de S. Bartolomé. El 1.er cuerpo es de nueva factura. Finalmente, un doble banco con relieves de la vida de Jesús. Al pie hay relieves, con escenas de la vida de Jesucristo, en las dos filas. En el primer cuerpo aparecen la Inmaculada, San Gabriel, San Rafael, San José y San Juan. A la derecha hay dos altares, uno con un relieve de las Animas del Purgatorio y una cabeza en la parte superior, con una inscripción. El otro, realizado en el año 1721, tiene una Dolorosa, un San Sebastián y una Santa Águeda, en lo alto, los dos Santos Antonios y en medio, la Magdalena. A la izquierda hay otros dos altares, en uno hay un Jesucristo de escaso interés; en el otro aparece una figura moderna del Sagrado Corazón, San Rafael, Tobías y San Roque; y en la parte alta San José.
Son interesantes los cuadros de Cristo en la Cruz, Santa Teresa, San José y Santo Tomás. Es también destacable una figura de San Luis Gonzaga, obra de Higinio Basterra, que está en el presbiterio. En la sacristía se conserva un cuadro de la Presentación del estilo del renacimiento italiano; y una figura de la Virgen, de estilo gótico, que se halló en el desván de una casa próxima a la iglesia. Ermitas de la Piedad, de Santo Tomás del siglo XVIII. Convento de Franciscanas. Fundado en el año 1620. Son de interés algunos altares de su iglesia. Uno en el presbiterio, barroco, con Santa Isabel, un Cristo y dos cuadros de San José y de San Pascual Bailón. Son también barrocos los altares de San Antonio de Padua y de San Francisco de Asís. En otro altar, de estilo renacimiento, hay una destacable figura de la Virgen con el Niño. Cuenta además con un órgano de 1626.
Ubicada justo a la orilla el Camino Real hizo la función casa de recaudación de impuestos por el paso por la villa.